# La Conjuration primitive
La Conjuration primitive est un roman à suspense de l'écrivain français Maxime Chattam, paru en 2013 chez Albin Michel. Il est le premier tome de la série Ludivine Vanker.

## Personnages
- Les enquêteurs
  - Ludivine Vanker : lieutenant de gendarmerie à la section de recherche de Paris 5. Jeune, solitaire et passionnée par son travail, c’est le personnage principal de la série.
  - Alexis Timée : adjudant de gendarmerie, coordinateur de la cellule chargée de cette enquête.
  - Segnon Dabo : lieutenant d'origine africaine, à la carrure de rugbyman à 13, marié à Laëtitia, 2 enfants.
  - Richard Mikelis : criminologue qui a pris sa retraite anticipativement, ne pouvant plus supporter la violence. Au début du roman, l'adjudant Alexis Timée tente de le persuader de les aider ; il commence par refuser, mais rejoint l'équipe après le carnage de la gare d'Herblay.

## Résumé
D'atroces assassinats sont commis en France par deux criminels surnommés par les enquêteurs qui ne peuvent les identifier, « la Bête », en raison des énormes morsures qu'il laisse sur le corps de ses victimes, et « le Fantôme » parce qu'il ne laisse aucune trace. Le seul point commun est un signe gravé au couteau sur le corps des victimes, un « *e » sur la signification duquel les enquêteurs s'interrogent en vain. 
Peu après, à la gare d'Herblay, un adolescent pousse plusieurs personnes sous un train avant de se jeter lui-même sous le train qui entre sur la voie d'en face. Au préalable, il a tagué le signe « *e »  sur un mur.
Bientôt, les meurtres se multiplient à travers l'Europe tout entière. Il est évident que les tueurs en série sont plusieurs, mais tous laissent la même marque, le mystérieux « *e » qui semble être leur signe de reconnaissance et de ralliement.